# 마리너 마크 II
마리너 마크 II는 1990년 JPL에 제안되었으나 취소된 해왕성 및 명왕성 탐사선이다. 목적은 저비용으로 해왕성과 명왕성, 그리고 혜성까지 탐사하는 것이었다.

## 역사와 제작배경
1970년대 플래그쉽 프로그램에 제안되었고, 1980년대 행성관측계획에도 제안되었다. 그러나 플래그쉽에는 바이킹 1호, 2호와 보이저 계획 등이 제안되어 취소되었고, 행성관측계획에 소속된다는 건 예산 낭비라는 의견이 강해 취소되었다. 이후 디스커버리 계획에도 제안되었으나, 취소되었다.

## 발사
1997년 센타우르로 발사 예정이었다.

## 지원, 개발, 투자
- NASA
- JPL
- 존스 홉킨스 대학교
- 칼텍
- ESA
- DLR

## 같이 보기
- 매리너 계획
- 보이저 계획
- 파이어니어 계획